# Sylwester Chruszcz

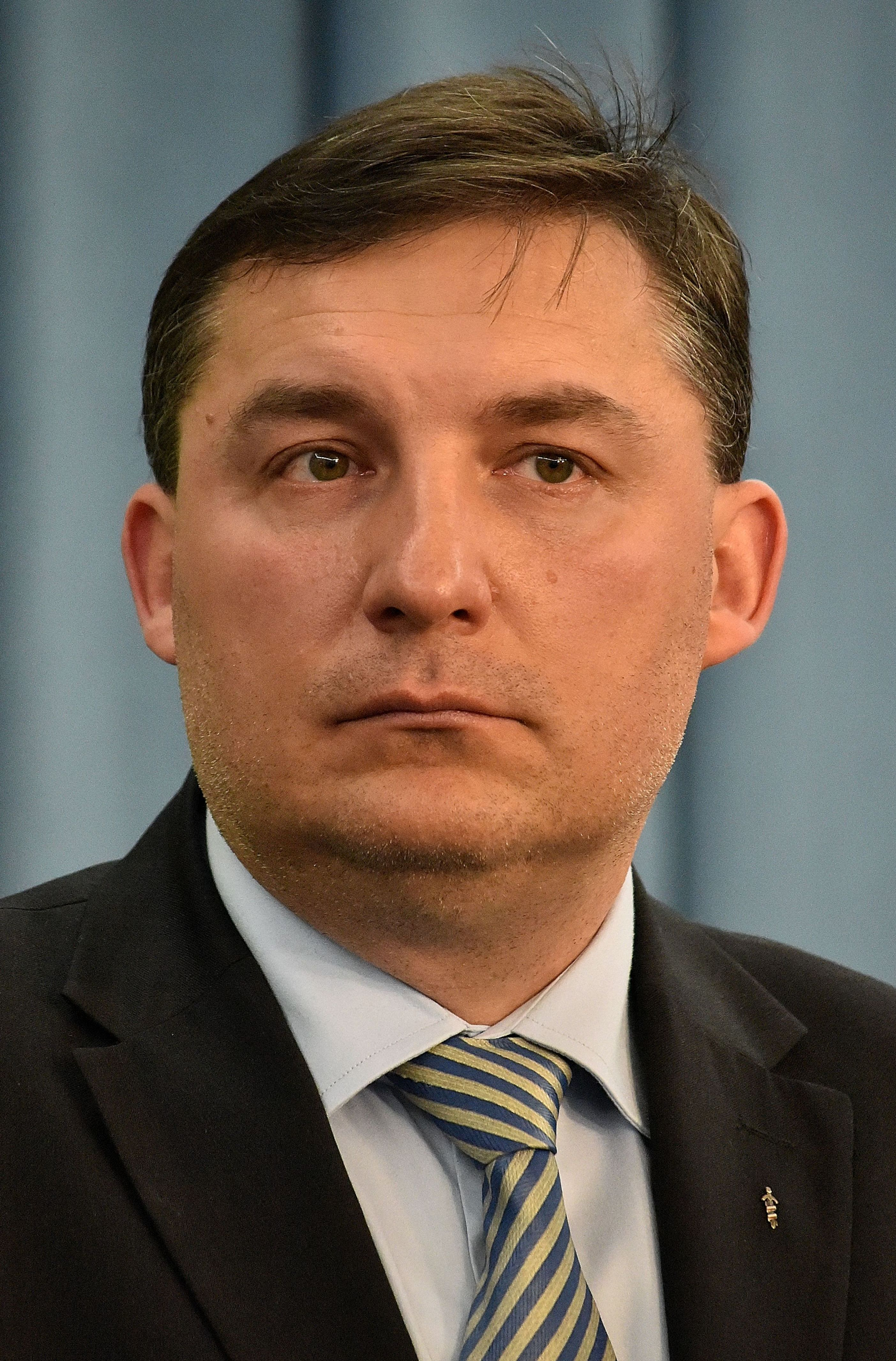
Sylwester Chruszcz (2016)

Sylwester Arkadiusz Chruszcz (* 22. August 1972 in Głogów) ist ein polnischer Politiker (PW, SN, LPR, NP, LP, PJN, RN, Kukiz’15, PiS). Von 2004 bis 2009 war er Abgeordneter im Europäischen Parlament, dort war er fraktionslos. Von 2015 bis 2019 gehörte er dem Sejm in der VIII. Wahlperiode an.

## Leben und Beruf
Chruszcz erhielt nach einem Studium an der Technischen Universität Stettin 1997 seinen Magister in Architektur und war anschließend bis 1999 als Architekt im Architektenbüro E & L Architects in Warschau und von 1999 bis 2004 im Architektenbüro CH 2 architekci in Stettin tätig. Ab 2009 war er erneut als Architekt tätig.
Er ist Gründer und Vorstandsvorsitzender der Stiftung Boleslaw Chrobry, die die Vierteljahresschrift „Myśl.pl“ herausgibt, deren Redaktionsassistent Chruszcz wurde. Von 2020 bis 2024 war er Direktor des Kraftwerks Dolna Odra in Nowa Czarnow.
Chruszcz ist verheiratet und hat drei Kinder.

## Politik
In seiner Jugend war Chruszcz in antikommunistischen Untergrundorganisationen aktiv. So gehörte er der Solidarność Walcząca („kämpfende Solidarität“) an, die Kornel Morawiecki gegründet hatte. Nach der politischen Wende in Polen 1989 engagierte er sich in nationalistischen und extrem rechten Kreisen. So war er 1990 an der ebenfalls von Morawiecki initiierten Partia Wolności beteiligt, 1995 war er nach eigenen Angaben Begründer des Stettiner Ortsverbandes der Allpolnischen Jugend und 1996 wurde er Mitglied des Stronnictwo Narodowe (SN), wo er zum Vorstandsmitglied aufstieg. Bei der Parlamentswahl 1997 kandidierte er jeweils erfolglos für die SN auf der Liste des Blok dla Polski und bei der Parlamentswahl 2001 auf der Liste der Liga Polskich Rodzin (LPR) zum Sejm. Nach der Wahl trat er der LPR bei und wurde bei den Selbstverwaltungswahlen 2002 für die Partei in den Sejmik der Woiwodschaft Westpommern gewählt.
Bei der Europawahl 2004 wurde er mit 40.371 Stimmen für die LPR zum Abgeordneten des Europäischen Parlaments gewählt. Bei den Selbstverwaltungswahlen 2006 kandidierte er für das Amt des Stadtpräsidenten von Stettin, scheiterte mit nur 1133 (0,83 %) Stimmen aber bereits im ersten Wahlgang.
Nach dem Rücktritt von Roman Giertych übernahm er im Oktober 2007 den Vorsitz der LPR. Chruszcz legte sein Amt im Juni 2008 nieder und beteiligte sich an der Gründung der Naprzód Polsko, deren Generalsekretär er wurde. 2009 verließ er diese bereits wieder und war Mitbegründer der Libertas Polska. Bei der Europawahl 2009 kandidierte er nicht erneut. Bei der Parlamentswahl 2011 kandidierte er für Polska Jest Najważniejsza. Diese Partei scheiterte jedoch mit 2,2 % der Stimmen an der 5-%-Hürde. 2012 trat er der Ruch Narodowy (RN) bei, mit der er bei der Europawahl 2014 mit 1,4 % der Stimmen ebenfalls an der 5-%-Hürde scheiterte. Bei den Selbstverwaltungswahlen 2014 trat er für die RN bei der Wahl zum Westpommerschen Sejmik an, diese errang aber kein Mandat.
Zur Parlamentswahl 2015 kandidierte er für die Bewegung Kukiz’15 und erhielt mit 11.052 Wählerstimmen ein Abgeordnetenmandat im Sejm. Am 30. Oktober 2017 trat er aus der Kukiz-Fraktion aus und wechselte zum Abgeordnetengruppe Wolni i Solidarni um Kornel Morawiecki. Im April 2019 trat er der Fraktion der Prawo i Sprawiedliwość bei, für die er bei den Parlamentswahlen 2019 und 2023 erfolglos zum Sejm kandidierte.

### Posten als MdEP
- Stellv. Vorsitzender im Ausschuss für Verkehr und Fremdenverkehr
- Mitglied in der Delegation für die Beziehungen zu Kanada
- Stellvertreter im Ausschuss für Industrie, Forschung und Energie

## Ehrungen
- 2021 Krzyż Wolności i Solidarności[17]
- 2021 Ritterkreuz des Ordens Polonia Restituta[18]